# Der Maulwurf – Ein Detektiv im Altersheim
Der Maulwurf – Ein Detektiv im Altersheim ist ein international koproduzierter Dokumentarfilm aus dem Jahr 2020. Regie führte die chilenische Regisseurin Maite Alberdi.

## Handlung
Maite Alberdi thematisiert den Umgang von Einsamkeit und Verlust der chilenischen Altersheimbewohner. Der Dokumentarfilm handelt von dem 83-Jährigen Sergio, der als verdeckter Ermittler angeheuert wird, um Missbrauchsvorwürfe im Altersheim aufzuklären. Dabei beschäftigt er sich mehr und mehr mit den Schicksalen der Bewohner, wobei dem Zuschauer das reale Alltagsleben im Altersheim nähergebracht wird.

## Produktion
Der Film ist eine Koproduktion des Südwestdeutschen Rundfunks (SWR) mit Sutor Solonko Köln und ist eine von vier Produktionen in der Dokumentarfilm-Staffel des Jahres 2020 im Ersten Deutschen Fernsehen (ARD). Die Filmpremiere fand beim Sundance Festival 2020 statt und der Film wurde am 8. Juli 2020 um 22:45 Uhr zum ersten Mal im Fernsehen ausgestrahlt.
Regie führte die im Jahr 1983 geborene, bereits vielfach ausgezeichnete Regisseurin Maite Alberdi. Der Dokumentarfilm wurde ohne Darsteller unter realen Umständen aufgenommen.

## Hintergrund
Inspiriert wurde Alberdi von ihrer Tochter, die sich für das Leben ihrer alten Mutter im Altersheim interessierte. Die Dreharbeiten fanden verdeckt statt unter dem Vorwand, den Einzug eines neuen Bewohners zu dokumentieren.
Das weltweite gesellschaftliche Problem der Vereinsamung alternder Menschen im Altersheim wird in diesem Projekt besonders thematisiert.

## Kritik
Der Norddeutsche Rundfunk bezeichnet „Der Maulwurf – Ein Detektiv im Altersheim“ als ein „Genre-Crossover aus Dokumentar- und Spionagefilm“ das sich „zu einer gefühlvollen Reflexion über Alter und Einsamkeit“ entwickelt.
Als einer der größten Stärken wird die Darstellung des Protagonisten Sergio hervorgehoben, der die traurige Thematik auf sensible Art und Weise zum Ausdruck bringt.

## Auszeichnungen und Nominierungen
Der Maulwurf – Ein Detektiv im Altersheim erhielt mehrere Auszeichnungen und Nominierungen. U.a. war der Dokumentarfilm der chilenische Beitrag in der Kategorie Bester iberoamerikanischer Film beim Goya-Award 2021.
Bei der Oscarverleihung 2021 wurde der Film für den besten Dokumentarfilm nominiert und war zudem auf der 15 Filme umfassenden Shortlist für den besten internationalen Spielfilm.

## TV-Adaption
Der Dokumentarfilm inspirierte die Netflix-Serie Undercover im Seniorenheim aus dem Jahre 2024.